# Grézels
Grézels é uma comuna francesa na região administrativa de Occitânia, no departamento de Lot. Estende-se por uma área de 10,79 km². Em 2010 a comuna tinha 228 habitantes (densidade: 21,1 hab./km²).